# Galle
Galle (singalsko ගාල්ල, tamilsko காலி) je večje mesto na Šrilanki na  jugozahodni konici otoka, 119 km od Kolomba. Galle je upravno središče Južne pokrajine in središče okrožja Galle.
Galle je bil znan kot Gimhathiththa  (čeprav je Ibn Batuta v 14. stoletju mesto označil kot Qali ) pred prihodom Portugalcev v 16. stoletju, ko je bilo glavno pristanišče na otoku. Galle je dosegel vrhunec razvoja v 18. stoletju, med nizozemskim kolonialnim obdobjem. Je najboljši primer utrjenega mesta, ki so ga zgradili Portugalci v južni in jugovzhodni Aziji in prikazuje interakcijo med portugalskimi arhitekturnimi slogi in domačimi tradicijami. Mesto so močno utrdili Nizozemci v 17. stoletju od leta 1649 naprej. Utrdba Galle je na seznamu Unescove svetovne dediščine in je največja ohranjena trdnjava v Aziji, ki so jo zgradili evropski okupatorji.
Druge pomembne znamenitosti v mestu Galle so mestno naravno pristanišče, Narodni pomorski muzej, stolnica svete Marije, ki so jo ustanovili jezuitski duhovniki, eden glavnih templjev Šive na otoku in zgodovinski luksuzni hotel Amangalla (najstarejši del hotela sega v leto 1684, kompleks je bil končan leta 1715). 26. decembra 2004 je mesto opustošil ogromen cunami, ki ga je povzročil potres v Indijskem oceanu na obali Indonezije tisoč kilometrov stran. Tisoče ljudi je bilo ubitih samo v mestu. Galle je sedež mednarodnega stadiona, ki velja za eno najbolj slikovitih igrišč za kriket na svetu . Območje, ki ga je cunami resno prizadel, je bilo obnovljeno, tekme pa so se nadaljevale 18. decembra 2007.
Pomembne naravne geografske značilnosti so Rumassala v Unawatuni, večji hrib, ki tvori vzhodno zaščito pristanišču Galle. Lokalna legenda povezuje ta hrib z nekaterimi dogodki iz Ramajane, enega velikih hindujskih epov. Glavna reka na tem območju je reka Gin (Gin Ganga), ki izvira iz Gongale Kande, prečka vasi, kot so Neluwa, Nagoda, Baddegama, Thelikada in Wakwella, in doseže morje v Gintoti. Reko prečka most pri Wakwelli.

## Etimologija
Galle je v starodavnih časih poznan kot Gimhathitha. Izraz verjetno izhaja iz klasične singalščine in pomeni 'pristanišče blizu reke Gin'. Domnevajo, da je mesto dobilo ime Gaalla v domačem jeziku zaradi velikega števila vozov, ki so jih vlekli voli in so zavili v območje po dolgih počasnih potovanjih iz oddaljenih delov otoka. Gaala v singalščini pomeni kraj, kjer se govedo združi; zato se je ime Galle (සිංහල) razvilo iz Gaale.  Druga teorija je, da beseda Galle izhaja iz nizozemske besede 'Gallus', kar pomeni petelin. Nizozemci so petelina uporabili kot simbol Galleja.

## Zgodovina
Po besedah Jamesa Emersona Tennenta je bil Galle starodavno pristanišče Taršiša, iz katerega je kralj Solomon prinašal slonovino, pave in druge dragocenosti. Cimet je bil iz Šrilanke izvožen že leta 1400 pr. n. št. in kot koren besede same v hebrejščini, je bil lahko Galle glavno pretovorno pristanišče za začimbe. 
Galle je bilo pomembno pristanišče že dolgo pred prihodom zahodnih vladarjev. Perzijci, Arabci, Grki, Rimljani, Malezijci, Indijci in Kitajci so poslovali skozi pristanišče Galle. Leta 1411 je bil v Galle postavljen trojezični napis, kamnita plošča z napisom v treh jezikih: kitajskem, tamilskem in perzijskem, v znak spomina na drugi obisk Šrilanke s strani kitajskega admirala Čeng Hea.
Moderna zgodovina Galleja se začne leta 1502, ko je majhna flota portugalskih ladij, pod poveljstvom Lourenço de Almeida, na poti na Maldive, zgrešila smer v neurju. Zavedajoč se, da je kralj prebival v Kotteju blizu Kolomba, je Lourenço nadaljeval tja po kratkem postanku v Galleju.
Leta 1640 so bili Portugalci prisiljeni predati mesto Nizozemski vzhodnoindijski družbi. Nizozemci so zgradili današnjo utrdbo leta 1663. Oblikovali so trdno granitno obzidje in tri bastijone, znane kot "Sonce", "Luna" in "Zvezda".
Ko so Britanci prevzeli državo od Nizozemcev leta 1796, so ohranili trdnjavo nespremenjeno in jo uporabili kot upravno središče okrožja.

## Podnebje
Galle ima tropsko podnebje deževnega gozda. Mesto nima prave suhe sezone, čeprav je v januarju in februarju opazno bolj suho. Kot je običajno v številnih mestih s tovrstnim podnebjem, temperature kažejo zelo majhno nihanje skozi vse leto, povprečne temperature pa so okoli 26 stopinj Celzija.

### Deli mesta
Galle ima 15 sosesk:
Trdnjava, Bazar, Thalapitiya, Magalle, Katugoda, Ethiligoda, Dangedara, Minuwangoda, Galwadugoda. Kaluwella, Dadalla, Kumbalwella, Madawalamulla, Hirmbura.

## Demografija
Je veliko mesto po standardih Šrilanke in ima okoli 91.000 prebivalcev, od katerih je večina Singalcev. Obstaja tudi velika manjšina šrilankih Mavrov, zlasti na območju utrdbe, ki so zapuščina arabskih trgovcev, ki so se naselili v starodavno pristanišče Galle. Ima tudi opazno število tujcev, tako rezidentov kot lastnikov počitniških domov.

## Pobratena mesta
Galle je pobraten z:
| država     | mesto  | pokrajin          | od   |
| ---------- | ------ | ----------------- | ---- |
| Nizozemska | Velsen | Severna Holandija | 1988 |